# Granthi (Yoga)
Mit Granthi (Sanskrit, ग्रन्थि granthi Knoten; Gelenk, Knoten an Pflanzen; krankhafte Anschwellung und Verhärtung, auch Fessel, Kette, Zweifel) beschreibt man im Yoga als Begriff die Blockaden in den Nadis, den Energiekanälen. Bekannt sind vor allem das:
- Brahma Granthi,
- Vishnu Granthi und
- Rudra Granthi.[1]

Es sind dies die drei Hauptgranthis im Körper eines Menschen, die die Dreieinigkeit (Trimurti) von Brahma, Vishnu und Shiva formen.

## Brahma-Granthi
Der erste Knoten ist mit dem Wurzel-Chakra verbunden und befindet sich oberhalb des Muladhara sowie dem Svadhistana-Chakra. Es behindert die Schwingung der feinstofflichen Energien in diesem Chakra. Brahma gilt als der indische Schöpfergott, dem ersten Aspekt von Ishwara, aus dessen Nabel nach Äonen von Zeitaltern das Universum eine neue Welt in Form einer Lotusblume geboren wird. Das Wurzel-Chakra symbolisiert und energetisiert die individuelle Entstehung, Neuschöpfung und das persönliche Wachstum im Sein. Brahma Granthi beherrscht und aktiviert die individuelle Verbundenheit eines Menschen mit der Urquelle der Schöpfung. Die Entknotung von Brahma-Granthi führt dazu, das Prana, die Lebensenergie intensiver über das Wurzel-Chakra einfließt und so die Lebendigkeit des feststofflichen Körpers und des menschlichen Seins intensiver wahrgenommen wird.

## Vishnu Granthi
Das zweite Granthi ist mit dem Herz-Chakra verbunden und liegt oberhalb des Anahata-Chakras. Das Vishnu Granthi hindert den Menschen daran, sich mit der feinstofflichen Dimensionen zu verbinden. Die indische Gottheit Vishnu ist der Erhalter des Weltengebildes. Eine Entknotung des Vishnu Granthi befreit den Menschen von der irdischen Schwere und Gebundenheit. Die Auflösung dieses Knotens erhebt den Adepten mit einem weiten, wohligen und frei vibrierenden Herz-Chakra zur Wahrnehmung feinstofflicher Energien und Schwingungen.

## Rudra Granthi
Rudra als dritter Knoten liegt oberhalb des Ajna-Chakras. Rudra ist der Teilaspekt der hinduistischen Gottheit Shiva, die für die Zerstörung der Welt verantwortlich ist, wenn es an der Zeit ist, der Schöpfung eine Pause zu gönnen. Die Schöpfung verfällt nach Shivas zerstörerischen Wirken in einen tiefen, langen Schlaf im Körper des Gottes Brahma, bis dieser erwacht und wie beschrieben aus seinem lebenspendenden Nabel eine neue, blühende Welt erwächst. Rudra Granthi ist mit den Stirn-Chakra verbunden. Die Öffnung dieses Chakras und die Entknotung im Rudra Granthi lässt den Adepten in Dimensionen höheren Bewusstseins und zur absoluten Bewusstheit eintreten und gänzlich und voll umfassend erwachen.

## Granthis und die Kundalini
Unter der Kundalini wird gewissermaßen gespeicherte „Lebensenergie“  (auch Prana) verstanden. Sie ist an der Basis oder unweit der anatomischen Wirbelsäule lokalisiert. Dabei bezieht sich die Granthi aber auch auf die feinstofflichen Wirbelsäule, die so genannte Sushumna. So verhindert etwa das Brahma-Granthi, dass die Kundalini in die Sushumna hineingelangen kann. Die Lebensenergie fließt in die Kanäle Ida und Pingala, also links und rechts vom Sushumna-Kanal. Die Kundalini kann nur durch die Techniken des Hatha-, Kundalini-, Tantra-, Kriya- und Laya-Yoga saktiviert werden. Sobald sie erregt worden wurde, bewegt sie sich im subtilen Hauptkanal, dem Sushumna Nadi nach oben, indem sie der Reihe nach in die Energiezentren, den Chakras eindringt.

## Granthi und Bandha
Um die Granthis oder Knoten zu durchbrechen oder aufzulösen, kann durch spezielle Asanas, den Bandhas, die Kundalini oder Lebensenergie entlang der Sushumna Nadi fließen. So werden analog zu den Granthis drei wesentliche Bandhas beschrieben. Bei den Bandhas handelt sich um gezielte (Skelett-)Muskelkontraktionen vor allem in drei Bereichen des Körpers, die immer im Zusammenhang mit Asanas, Mudras und Kumbhakas geübt werden.